# Незнайка (альбом)
«Незнайка» — тринадцатый альбом Петра Мамонова. Выпущен посмертно в 2022 году.
В феврале 2022 года альбом был издан на двойном виниле. 15 июля 2022 года вышел на музыкальных стриминговых сервисах.
Альбом является результатом творческих поисков музыканта на протяжении последних десяти лет. Материал для альбома Пётр Николаевич записывал с группой «Совершенно новые Звуки Му» с 2013 по 2020 год на студии «Отделение Мамонов». На основе песен, которые должны были войти в альбом, Мамоновым был также создан музыкальный спектакль «Приключения Незнайки», который показывался с 2015 по 2017 год.
Основу альбома составляет вольное переложение детской книги Николая Носова «Приключения Незнайки и его друзей», но включены и авторские тексты, не связанные с ней.
Музыка в альбоме соединяет в себе элементы эйсид-джаза, дарк-фолка, психоделического рока и мелодекламации. В некоторых композициях использованы сэмплы из музыки Bonobo, Wagon Christ, DJ Krush, DJ Vadim, П. И. Чайковского.

## Участники записи
- Пётр Мамонов — продюсер, идея, музыка, голос, стихи, гитара, запись, сведение, мастеринг, дизайн обложки, фото
- Грант Минасян — барабаны, перкуссия
- Илья Урезченко — бас, перкуссия
- Александр Грицкевич — электроника, эффекты
- Вячеслав Кейзеров — тромбон, труба, клавиши
- Ольга Мамонова — менеджмент

## Список композиций

### Диск 1
Слова и музыка всех песен — Пётр Мамонов.
| №  | Название    | Длительность |
| -- | ----------- | ------------ |
| 1. | «Интро»     | 8:16         |
| 2. | «Пилюлькин» | 0:19         |
| 3. | «Тюбик»     | 3:27         |
| 4. | «Зависть»   | 3:29         |
| 5. | «Выставка»  | 4:47         |
| 6. | «Улетаю»    | 4:25         |
| 7. | «Бонобо»    | 2:13         |
| 8. | «Девочки»   | 11:35        |

### Диск 2
Слова и музыка всех песен — Пётр Мамонов.
| №   | Название           | Длительность |
| --- | ------------------ | ------------ |
| 1.  | «Всё порвать»      | 5:40         |
| 2.  | «Цветик»           | 5:36         |
| 3.  | «Славик»           | 1:38         |
| 4.  | «Уверенная»        | 3:58         |
| 5.  | «Без названия»     | 1:31         |
| 6.  | «Не так»           | 3:49         |
| 7.  | «Винтик и Шпунтик» | 3:15         |
| 8.  | «Гроб»             | 6:02         |
| 9.  | «Весенний вечер»   | 3:30         |
| 10. | «Николай»          | 4:52         |